# Abraeomorphus himalayae
Abraeomorphus himalayae là một loài bọ cánh cứng được mô tả năm 1980. Không có phân loài nào của loài này được ghi nhận trong Catalogue of Life.